# Myro kerguelenensis
Myro kerguelenensis är en spindelart som beskrevs av O. Pickard-Cambridge 1876. Myro kerguelenensis ingår i släktet Myro och familjen Desidae. Utöver nominatformen finns också underarten M. k. crozetensis.